# أندرسون بونابارت
أندرسون بونابارت (بالإنجليزية: Anderson Bonabart)‏ (مواليد 4 مايو 1980) هو سبّاح من ولايات ميكرونيسيا المتحدة، مثّل بلاده في الألعاب الأولمبية الصيفية 2004.

## روابط خارجية
أندرسون بونابارت على موقع الاتحاد الدولي للسباحة (الإنجليزية)
- أندرسون بونابارت على موقع SwimRankings.net (الإنجليزية)
- أندرسون بونابارت على موقع اللجنة الأولمبية الدولية (الإنجليزية)
- أندرسون بونابارت على موقع أوليمبيديا (الإنجليزية)